# Bocchi the Rock!
Bocchi the Rock! (ぼっち・ざ・ろっく! Botchi za Rokku!?) es una serie de manga yonkoma japonesa escrita e ilustrada por Aki Hamaji. Comenzó a publicarse en la revista Manga Time Kirara Max de Hōbunsha el 19 de diciembre de 2017, y lleva recopilado siete volúmenes en tankōbon. Una adaptación de la serie a anime producido por el estudio CloverWorks se estrenó el 8 de octubre de 2022.

## Sinopsis
Hitori Gotoh es una chica de secundaria que está empezando a aprender a tocar la guitarra porque sueña con estar en una banda, pero es tan tímida que no ha hecho ni un solo amigo. Sin embargo, su sueño podría hacerse realidad después de conocer a Nijika Ijichi, una chica que toca la batería y busca un nuevo guitarrista para su banda.

## Personajes

### Kessoku Band
Los apellidos de los miembros de la banda se derivan de la banda de J-Rock de la vida real, Asian Kung-Fu Generation, y sus roles instrumentales también coinciden (por ejemplo, Yamada de ambas bandas toca el bajo).
Hitori Gotō (後藤 ひとり Gotō Hitori?)
 Seiyū: Yoshino Aoyama, María García (español latino), Gracia Comitre (español castellano)
Protagonista y guitarrista de la banda Kessoku Band, ella es una estudiante de primer año extremadamente tímida e introvertida de la escuela secundaria. Está a cargo de la guitarra principal y de las letras de Kessoku Band. Siempre soñó con tocar en una banda que dejara brillar a una chica introvertida como ella y poder ganarse la atención de la gente. Es muy hábil con la guitarra, sin embargo, los nervios hacen que no pueda expresarlo bien en una banda o en público.
Hitori tiene el cabello largo y rosado con corbatas azules y amarillas en el lado derecho de su cabeza y ojos celestes. En su uniforme, usa un chándal rosa, una falda larga y gris plisada, calcetines negros y zapatos granate.
Ella sube vídeos a Internet tocando la guitarra bajo el seudónimo "guitarhero", llegando a conseguir una cantidad considerable de seguidores (Concretamente 30.000). A menudo, suele encerrarse en su habitación leyendo cumplidos de sus espectadores, para así "huir" del mundo real y concluir su vida social en una laptop.
Nijika Ijichi (伊地知 虹夏 Ijichi Nijika?)
 Seiyū: Sayumi Suzushiro, Ale Pilar (español latino), María Blanco (español castellano)
Nijika se desempeña como baterista de Kessoku Band. Su hermana dirige un club de música en vivo donde los integrantes de la banda trabajan y ocasionalmente tocan.
Ryō Yamada (山田 リョウ Yamada Ryō?)
 Seiyū: Saku Mizuno, Ximena de Anda (español latino), Marina Céspedes (español castellano)
Yamada es la bajista de Kessoku Band.
Ikuyo Kita (喜多 郁代 Kita Ikuyo?)
 Seiyū: Ikumi Hasegawa, Ellie Rojo (español latino), Sara Iglesias (español castellano)
Kita es la vocalista y guitarrista de Kessoku Band. Tiene el pelo largo y suelto, de color rojo, y ojos verdes. Va a la misma escuela que Hitori Gotō. Es una persona muy sociable y que se lleva bien con casi todo el mundo de su escuela. Se unió a la Kessoku band a pesar de no saber tocar la guitarra por su inmensa admiración a Ryō Yamada. Acaba huyendo de la banda, pero Hitori Gotō la devuelve accidentalmente. Finalmente vuelve a la banda como vocalista y segunda guitarra y Hitori Gotō comienza a darle clases de guitarra.

### Sick Hack
Sick Hack es una banda de rock psicodélico con sede en Folt, una sala de conciertos en Shinjuku. Sus miembros comparten apellidos con los de la banda 88Kasyo Junrei.
Kikuri Hiroi (廣井 きくり Hiroi Kikuri?)
 Seiyū: Sayaka Senbongi, Angélica Villa (español latino)
La bajista y vocalista de Sick Hack. Una alcohólica que gasta la mayor parte de su dinero en alcohol, sobre todo en cajas de sake Onikoroshi, llama a su bajo "Shuten-dōji EX". Fue estudiante de penúltimo año de Seika en la universidad. Encuentra afinidad con Hitori tras haber tenido una infancia igualmente solitaria. Su apellido proviene de Margaret Hiroi.
Eliza Shimizu (清水 イライザ Shimizu Iraiza?)
 Seiyū: Sally Amaki, Diana Nolan (español latino)
La guitarrista de Sick Hack, originaria de Inglaterra, viajó a Japón con la intención de asistir a una convención del Comiket y formar parte de una banda de covers de anime. Su apellido proviene de Katzuya Shimizu.
Shima Iwashita (岩下 志麻 Iwashita Shima?)
 Seiyū: Maki Kawase
La baterista de Sick Hack.

### Club STARRY
Este club de música en vivo está regentado por la hermana de Nijika Ijichi y tiene una empleada aparte de las integrantes de la Kessoku band, que trabajan a tiempo completo para pagar los conciertos.
Seika Ijichi (伊地知 星歌 Ijichi Seika?)
 Seiyū: Maaya Uchida, Karla Falcón (español latino)
Seika Ijichi es la hermana mayor de Nijika Ijichi. Tiene el pelo largo y rubio, y sus ojos son de color rojo anaranjado. Ella formaba parte de un grupo musical y, como su madre murió y su padre se pasaba el día trabajando, llevaba a su hermana a los clubs en los que tocaba. Al ver lo mucho que le gustaban, decidió fundar el suyo propio, aunque nunca admitirá que lo creo por su hermana. Tiene una personalidad tirando a arrogante.
PA-San
 Seiyū: Kotori Koiwai
PA-San es una amiga de Seika Ijichi y empleada del club STARRY. Tiene el pelo largo y negro, teñido de morado en el interior y ojos verdes. No llegó a terminar la secundaria.

## Contenido de la obra

### Manga
Bocchi the Rock! está escrito e ilustrado por Aki Hamaji en formato Yonkoma. Inicialmente se publicó en serie en la revista Manga Time Kirara Max de Hōbunsha el 19 de diciembre de 2017 como trabajo invitado. Una serialización completa comenzó en la misma revista el 19 de marzo de 2018.

### Anime
Se anunció una adaptación de la serie a anime el 18 de febrero de 2021. Es producida por el estudio CloverWorks y dirigida por Keiichirō Saitō, con Erika Yoshida escribiendo los guiones de la serie y Kerorira diseñando los personajes. La serie se estrenó el 9 de octubre de 2022 en Tokyo MX y otras redes. Kessoku Band interpretó el tema de apertura «Seishun Complex», así como el tema de cierre «Distortion!!». Crunchyroll obtuvo la licencia de la serie fuera de Asia. Plus Media Networks Asia obtuvo la licencia de la serie en el sudeste asiático y la lanzará en Aniplus Asia y Bilibili.
El 21 de mayo de 2023 se anunció que se estrenará una película recopilatoria de la serie en la primavera de 2024. El 14 de octubre se anunció que se dividirá en dos partes; la segunda parte se abrirá en el verano de 2024.
El 24 de octubre de 2024, la serie tuvo un doblaje en español latino, el cual fue estrenado por Crunchyroll. El 23 de abril de 2025, la serie tuvo un doblaje en español castellano, el cual fue estrenado por la misma plataforma.
Se anunció una segunda temporada en el evento en vivo "We Will B" de Kessoku Band el 15 de febrero de 2025. Yūsuke Yamamoto sustituye a Keiichirō Saitō como director, mientras que Keimon Oda se une a Kerorira como diseñador de personajes.

### Música
Un álbum homónimo fue lanzado el 25 de diciembre de 2022, conteniendo 14 canciones, incluidas las canciones de apertura y cierre utilizadas en el anime, junto a un cover de "Korogaru Iwa, Kimi ni Asa ga Furu" de Asian Kung-Fu Generation y nuevas canciones grabadas.
El 22 de mayo de 2023 se lanzó el sencillo «Hikari no Naka e» con dos nuevas canciones, previamente el 21 de mayo se realizó un concierto en vivo «Kessoku Band Live: Kōsei (結束バンドLIVE-恒星-)» con las actrices de voz y músicos de soporte.
El 24 de agosto de 2024 se lanzó el EP "Re: Kessoku Band" conteniendo las canciones utilizadas como apertura y cierre de la películas recopilatorias "Re:" y "Re:Re" así como nuevas canciones grabadas.
El 6 de septiembre de 2024 se lanzó el segundo EP de Kessoku Band, titulado "We Will", la composición de las canciones contó con la participación de bandas como 04 Limited Sazabys, ACIDMAN y Saucy Dog.